# Sagritz (Golßen)
Sagritz (niedersorbisch Zakrjejc) ist ein zum Ortsteil Zützen gehörender bewohnter Gemeindeteil der Stadt Golßen im Landkreis Dahme-Spreewald in Brandenburg. Bis zum 1. Juli 1950 war Sagritz eine eigenständige Gemeinde. Die Verwaltungsgeschäfte der Stadt Golßen werden vom Amt Unterspreewald besorgt.

## Lage
Sagritz liegt an der nordwestlichen Grenze der Niederlausitz im Lausitzer Heideland. Die frühere Gemarkung ist aufgelöst und mit der Gemarkung Zützen vereinigt. Umliegende Ortschaften sind Zützen im Nordosten, Jetsch im Südosten, die Gemarkung Krossen im Südwesten und Falkenhain im Westen sowie Landwehr und die Stadt Golßen im Nordwesten.
Der Ort ist über eine Verbindungsstraße zwischen Zützen und Sagritz, die in Zützen von der B 96 abzweigt, zu erreichen. Kleinere Straße führen zur Kanow-Mühle und von dort weiter über Fischerhaus nach Golßen sowie über Vordermühle nach Falkenhain.
Westlich von Sagritz fließt die Dahme, die auch ursprünglich die Gemarkungsgrenze von Sagritz bzw. die heutige Grenze der Gemarkung Zützen bildet. Im Südwesten bildet der Grenzgraben, der zur Dahme zieht, die Grenze. Von Süden zieht der Kaulschegraben auf den Ort zu und teilt sich noch vor dem Ort. Der eine Ast zieht dicht westlich am Ort vorbei, der östliche Ast zieht östlich durch den Ort. Sie vereinigen sich nördlich des Ortes wieder. Zwischen Sagritz und Zützen liegt ein größeres Waldgebiet. Ein etwas größeres Waldstück liegt auch westlich des Orts zur Dahme hin. Die ehemalige Gemarkung ist relativ flach. Der tiefste Punkt liegt bei etwa 57 m, der höchste Punkt bei etwa 62 m, in den flachen bewaldeten Höhen Richtung Zützen.
Auf der ehemaligen Gemarkung von Sagritz liegt an der Dahme der inoffizielle Wohnplatz Kanow-Mühle.

## Geschichte
Sagritz wurde erstmals 1364 als „Sagericz“ urkundlich erwähnt. Der Ortsname stammt aus der sorbischen Sprache und bezeichnet eine, von Zützen aus gesehen, hinter einem Berg liegende Siedlung. Die Dorfstruktur war ursprünglich ein Rundling, der trotz späterer Veränderung noch gut erkennbar ist. Nach Osten, über dem östlichen Ast des Kaulschegrabens, folgte eine Dorferweiterung mit dem Rittergut.
Mucke sah im Rundling das alte von den Wenden angelegte Dorf, in dem fast ausschließlich Kossäten saßen, in der östlichen, fast rechteckigen Erweiterung, in dem die Bauern saßen. Die Bauern waren deutsche Siedler, die der deutsche Grundherr ins Land gerufen hatte, und der seinen Sitz ebenfalls außerhalb des Rundling hatte. Mucke's Ansicht ist völlig veraltet, zumal er auch die älteren Urkunden nicht berücksichtigte. In den ältesten Urkunden werden immer 14 Bauern genannt, keine Kossäten. Außerdem ging er überhaupt nicht auf die spätmittelalterliche Teilung des Ortes in einen Stadt- und einen Gutsanteil ein, auf den die obige Trennung in Rundling und rechteckige Erweiterung zurückgeht. Der Rundling wird heute auch nicht mehr als typische slawische Siedlung angesehen, wie sie vor der deutschen Landnahme existierte, sondern wird als Plansiedlung gesehen, die in einem überwiegend slawischen Siedlungsgebiet durch deutsche Grundherrn angelegt wurde, wobei slawische Kleinsiedlungen zu einem neuen Dorf, eben einem Rundling zusammengefasst wurden.

### Vorgeschichte
Das Gebiet war auch schon in vorgeschichtlicher Zeit besiedelt. So wurde bei Sagritz ein Urnenfeld gefunden. Auf der Gemarkung wurde vor 1870 eine römische Münze gefunden.

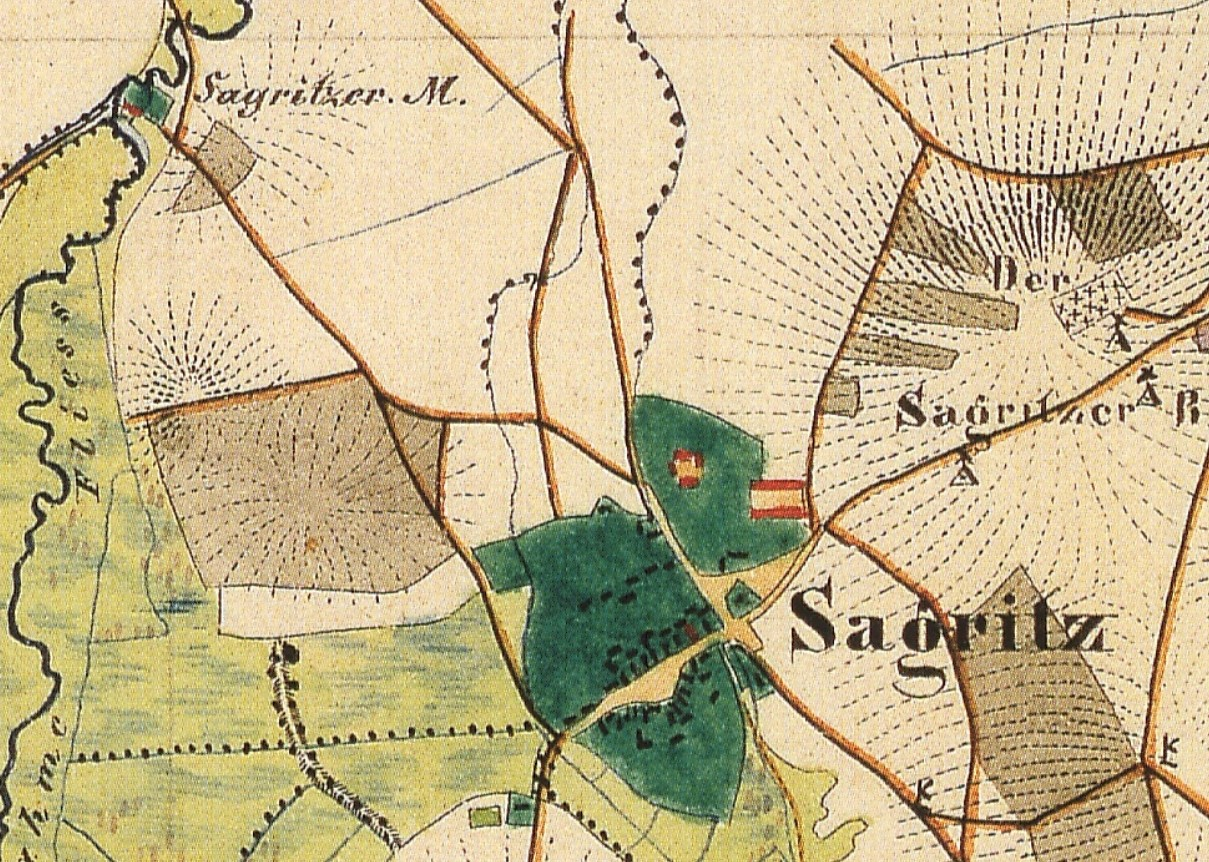
Sagritz mit Kanow-Mühle und Windmühle auf dem Urmesstischblatt 4047 Golßen von 1847

### Einzelne Lehnstücke
1407 bestätigte Jost, Markgraf von Mähren und von Brandenburg, die Jahrtagsstiftung des Paul Richard, Bürgers der Stadt Luckau. Er hatte zum Gedenken an seine Mutter Maria u. a. ein Schock Zins im Dorf Sagritz dem Altar unser lieben Frauen Regina in der Luckauer Pfarrkirche vermacht. Dieser Zins sollte zur Speisung von armen Leuten genutzt werden. Der Zins war vorher im Besitz einer Frau namens Kaloynne (weibliche Namensform des Familiennamens „Kalo“). Da dieser Zins ein Lehen war, musste die Stiftung vom damaligen Lehnsherr bestätigt werden.
1412 bestätigte der Meißner Bischof Rudolph eine Stiftung durch Hildebrand Schilling an den Marienaltar in der Luckauer Pfarrkirche, darunter war auch ein Zins in Höhe von 1 Schock 20 Groschen im Dorf Sagritz. Der Altarist des genannten Altars sollte wöchentlich drei Messen am Altar halten, selbst oder durch einen anderen, und dem Pfarrer von den Zinsen eine Entschädigung reichen.
Am 16. Oktober 1431 belehnte Johann von Polenz, Landvogt der Niederlausitz, den Luckauer Bürger Jakob Schulze mit 7 Schock Geld weniger 6 Groschen im Dorf Sagritz, die der Luckauer Bürger Erasmus „Clewis“ für sich und seinen Bruder aufgelassen hat, mit 2 1/2 Schock, die Anna, seine Mutter, als Leibgedinge daran gehabt hat, mit 2 Malter Korn und 2 Malter Hafer und 40 Groschen im Dorf Groß Radden und 6 Groschen vom Krug im Dorf Gießmannsdorf zu einem Erblehen. Am 12. November 1431 stiftete Jakob Schulze diese Zinsen für den Altar, den der Priester Nikolaus Walther in der Pfarrkirche St. Marien und St. Nikolai zu Luckau zu Ehren des Leibes Jesu Christi und der heiligen Märtyrer Fabian und Sebastian, Alexius, Barbara und Margarethe innehat. Er behielt sich ein Wiederkaufsrecht vor. 1642 war dieses Lehen im Besitz der Familie Reuss. Catharina Reuß schenkte 1642 das sog. geistliche Lehen St. Alexii in Sagritz an das Gymnasium in Luckau. Davon sollten 6 Knaben, die in der Musik erfahren sind, in der Anstalt erhalten werden. 1656 kam es zwischen den zum geistlichen Stifte Alexii zu Luckau gehörigen Untertanen zu Sagritz und dem Rat zu Luckau zum Streit über die abzuführenden Steuern, Pächte, Zinsen und Kontributionen.
Abgesehen vom letztgenannten Lehnstück ließ sich eine direkte Verbindung zum später so genannten Stadtanteil in Sagritz nicht belegen. Doch ist es sehr wahrscheinlich, dass sich aus diesen Lehen der Stadtanteil herausbildete.

### Besitz der Stadt Luckau (Stadtanteil)
Bis in die zweite Hälfte des 19. Jahrhunderts konnte die Stadt Luckau einen nicht unbeträchtlichen Besitzanteil in Sagritz behaupten. Er wurde (und wird in der Literatur) der Stadtanteil genannt. Er ging zum einen aus dem geistlichen Lehen Alexii hervor, das Catharina Reuss dem Luckauer Gymnasium geschenkt hatte. Andererseits könnten noch weitere Lehnstücke im Besitz der Stadt gewesen sein, die nun unter dem Stadtanteil zusammengefasst wurden. 1714/18 plante der Rat von Luckau den Verkauf des geistlichen Lehens Alexii an den Hauptmann von Schütz. Dagegen protestierten die sieben Zensiten (Zinspflichtigen) zu diesem Lehen. 1751 verglichen sich Heinrich Seyfried von Stutterheim zu Sagritz und der Rat zu Luckau wegen der Jurisdiktion über die Zensiten zu Sagritz.
Nach der Topographisch-statistische(n) Uebersicht des Regierungs-Bezirks Frankfurt a. d. O. von 1844 (Stand 1840) gehörten zum Stadtanteil 9 Wohnhäuser mit 59 Einwohnern.
Nach Berghaus gehörten der Stadt Luckau 1850 in Sagritz 679 Morgen 164 Quadratruten, davon waren 487 Morgen 114 Quadratruten Acker, 79 Morgen 121 Quadratruten Wiese und 17 Morgen 138 Quadratruten Forst. Die Schatzung lag bei 550 Gulden. Die Einkünfte aus Sagritz in Höhe von 18 Talern, 13 Silbergroschen und 5 Pfennigen in Geld sowie an 53 Scheffeln Roggen und 60 Scheffeln Hafer in Naturalabgaben flossen in die Kasse der Nikolaikirche in Luckau.
Nach Houwald soll Adolf von Houwald nach dem Verkauf seines Gutes Krossen im Jahr 1852 einen Anteil von Sagritz erworben haben. Eine Houwald'sche Besitzzeit eines Teiles von Sagritz wird aber in keiner Quelle erwähnt (z. B. Berghaus, 1856). Er folgert, dass es wohl der Stadtanteil war, der von 1852 bis 1862 im Besitz des Adolf von Houwald war. Dies erscheint aber doch als sehr unwahrscheinlich. Viel wahrscheinlicher ist, dass Houwald den Gutsanteil gepachtet hatte, zumal Ewald Graf von Kleist 1840 ein repräsentatives Verwalterhaus in Sagritz errichten ließ.
1861 gehörten zum Stadtanteil 9 Häuser und 66 Einwohner, zum Gutsanteil 18 Häuser mit 126 Einwohnern. 1871 waren es im Stadtanteil angeblich 15 Häuser und 82 Einwohner, im Gutsanteil 12 Häuser mit 68 Einwohnern. Sehr wahrscheinlich sind hier die Zahlen verwechselt worden.
1879 wurden Stadtanteil und Teile des Ritterguts zum Gemeindebezirk Sagritz vereinigt. Dagegen wurde nun für die direkten Besitzungen des Rittergutes der Gutsbezirk gebildet.

### Das Rittergut (Gutsanteil)
Nach Berghaus soll Sagritz einmal zur Herrschaft Drehna gehört haben. Urkundliche Hinweise gibt es aber nicht. Auch seine Behauptung, dass Sagritz 1492 zur Herrschaft Golßen gehörte, ist inkorrekt.
Der erste Besitzer von Sagritz war 1364 Raspe von Gliechow, der das Dorf mit allen Rechten, mit Feldern und Holzungen für Brenn- und Bauholz vom damaligen meißnischen Markgrafen und Pfandinhaber der Mark Lausitz Friedrich erhielt. Sein Besitz lässt sich zwar nicht direkt mit dem späteren Rittergut verbinden. Es ist jedoch sehr wahrscheinlich, dass er der erste (bekannte) Besitzer des Rittergutes war.
1454 befand sich etwas mehr als die Hälfte des Dorfes im Besitz der von Schlieben auf Baruth. Am 17. Oktober 1527 erhielten die Brüder und Vettern Ulrich, Veit, Adam und Otto von Schlieben auf Baruth die Bestätigung ihrer Lehen, darunter 14 Bauern und eine Mühle sowie die Unter- und Obergerichte in Sagritz. Veit und Otto waren Brüder. Es handelte sich um eine Wiederbelehnung nach dem Tod von König Ludwig II. 1526 in der Schlacht bei Mohács und dem Regierungsantritt des neuen böhmischen Königs Ferdinand I., das heißt, die genannten Brüder und Vettern hatten dieses Lehen bereits geraume Zeit vorher inne. 1538 erhielten die Brüder und Vettern Veit, Offo, Jacob, Eustach und Adam von Schlieben, die Söhne der im Lehenbrief von 1527 Genannten, nach dem Tod ihrer Väter bzw. Veit nach dem Tod seines Bruders Otto, einen neuen Lehenbrief, darunter wieder die 14 Bauern und die Unter- und Obergerichte in Sagritz. Nicht mehr erwähnt ist die Mühle.
Am 26. März 1546 erhielten die Brüder Christoph, Balthasar, Veit und Michael von Schlieben auf Baruth/Mark und Zieckau einen Gesamtlehenbrief. Darin sind wieder die 14 Bauern und die Gerichte in Sagritz genannt. 1572 wurden die Brüder Otto und Hans sowie Michael und Eustach von Schlieben, die noch minderjährig waren, nach dem Tod ihres Vaters Michael auf Görsdorf mit den väterlichen Gütern belehnt, darunter waren wiederum die 14 Bauern und die Gerichte in Sagritz. Die Brüder von Schlieben verkauften Sagritz und auch Jetsch bald darauf an Hans von Glaubitz auf Kasel.
1576 wurde Hans von Glaubitz mit den Gütern Kreblitz, Sagritz, Jetsch und Gießmannsdorf belehnt, wie er solche von den von Kyckbusch (Anteile in Kreblitz und Gießmannsdorf) und den von Schlieben (Jetsch und Sagritz) erkauft hatte. 1577 erhielten Hans von Glaubitz und die Söhne seines verstorbenen Bruders Wolf, namens Otto und Wolf einen Gesamtlehenbrief für ihre ererbten und gekauften Güter, darunter auch die Güter Kreblitz, Sagritz, Jetsch und Gießmannsdorf. 1586 ist Hans von Glaubitz gestorben, und seine Söhne Wolf Ernst und die minderjährigen Siegmund und Hans Heinrich erhielten einen Gesamtlehenbrief für ihre ererbten Güter, darunter wieder Sagritz. Hans von Glaubitz war aber durch geplatzte Bürgschaften in finanzielle Schwierigkeiten geraten, so dass die Brüder einen Teil der Güter veräußern mussten. 1587 verkauften sie Sagritz an Esaias von Minckwitz auf Uckro und Lugk.
Esaias von Minckwitz war kaiserlicher Rat und Landeshauptmann der Niederlausitz. Er erhielt am 12. Januar 1588 den Lehenbrief über den erkauften Anteil Sagritz. Bereits Ende 1589/Anfang 1590 ist Esaias von Minckwitz verstorben. Am 24. Januar 1590 wurde den Söhnen des Esaias, mit Namen Caspar, Christoph und Esaias ein Gesamtlehenbrief über die von ihrem Vater ererbten Güter ausgestellt, darunter auch den Anteil an Sagritz und zusätzliche Getreidezinsen in Sagritz, die ihr Vater von Ehrenfried von Minckwitz gekauft hatte. Anscheinend erhielt der jüngere Esaias von Minckwitz den Anteil Sagritz, den er 1597 an Otto von Stutterheim verkaufte. Was aus diesen zusätzlichen Getreidezinsen in Sagritz wurde, ob sie zum Rittergut geschlagen wurden oder einen anderen Besitzer fanden, ließ sich nicht klären.
Otto von Stutterheim wurde am 29. Oktober 1597 mit dem Gut Sagritz belehnt, mitbelehnt waren seine Brüder Friedrich und Alexander. Otto von Stutterheim war mit Felicia von Hake verheiratet, mit der er die drei Söhne Alexander Christoph, Otto Heinrich und Hans Georg hatte. Die Söhne waren beim frühen Tod ihres Vaters 1598 noch minderjährig und erhielten Vormünder. Das Gut Sagritz fiel offenbar Alexander Christoph zu, der es 1618 an seinen Schwiegersohn Ernst von Bernheim verkaufte.
Am 25. Juni 1622 erhielt Ernst von Bernheim die Lehnsbestätigung für Sagritz. Er war unter den Mitbelehnten für das dem Küne von Bernheim gehörenden Rittergut Saßleben. Ernst von Bernheim war mit Euphemia von Stutterheim, Tochter des oben genannten Alexander von Stutterheim und seiner zweiten Frau Sofie geb. von Stutterheim verheiratet. Aus der Ehe ging mindestens ein Sohn namens Ernst hervor. 1838 verstarb der ältere Ernst, und der jüngere Ernst erhielt den Mutzettel (eine vorläufige Bestätigung, dass die Lehn nachgesucht wurde) wegen der Lehn am Gut Sagritz. Doch auch der jüngere Ernst verstarb bald darauf ohne Nachkommen.
Nach dem Tod des älteren Ernst 1633 hatte Anna von Röbel, die Witwe des Küne von Bernheim, die Mitbelehnschaft am Gut Sagritz in Vormundschaft für ihre Söhne Siegmund Friedrich, Hans Dietrich und Joachim Friedrich von Bernheim befolgt. Auch 1638 mutete Anna von Röbel die Mitbelehnschaft. Anscheinend wurde aber die förmliche Belehnung versäumt, denn nach dem Tod der Euphemia von Stutterheim wurde das Lehen Sagritz apert, da die nächsten AgnatAgnaten Siegmund Friedrich, Hans Dietrich und Joachim Friedrich von Bernheim keine gültige Belehnung nachweisen konnten. 1643 protestierte zwar einer der drei Brüder, Siegmund Friedrich von Bernheim gegen diese Entscheidung. Doch vergeblich; das Gut Sagritz wurde versteigert. Es war offensichtlich auch stark verwüstet und musste vom zukünftigen Besitzer erst wieder aufgebaut werden.
Am 1. Februar 1648 kaufte der Rittmeister Joachim von Hohenstein das Gut Sagritz in der öffentlichen Versteigerung für 2.200 Taler. Ihm gehörte auch das Gut Wittmannsdorf. Am 12. August 1651 legte er den Lehnseid ab. Anscheinend nahm er auch etliche wüste Güter unter den Pflug. Pfarrer Abraham Neumann in Zützen klagte gegen den von Hohenstein um die Zehnten von den genutzten wüsten Gütern, die er nicht an den Pfarrer abgeführt hatte. Nach dem Tod des Vaters 1670 schlossen seine beiden Söhne Hans Caspar und der noch minderjährige Joachim Ernst einen Erbvergleich. Hans Caspar erhielt Wittmannsdorf und Joachim Ernst das Gut Sagritz. Am 5. Mai 1671 legte Joachim Ernst den Lehnseid für Sagritz ab.
Joachim Ernst von Hohenstein behielt Sagritz aber nicht lange, sondern verkaufte es an Carl Adolf von Berge(r), der am 20. Januar 1677 den Lehnseid für das Gut Sagritz ablegte. 1687/90 klagte Alard Leopold von Droste auf Zützen gegen Anna Margaretha von Berger zu Sagritz wegen Vermachung des Kirchhofs zu Zützen. Dies legt nahe, dass Carl Adolf von Berger zu diesem Zeitpunkt bereits gestorben war und seine Witwe den Gutsbetrieb führte. Lehnsnachfolger auf Sagritz war sein Sohn Carl Friedrich von Berge(r), der am 13. Januar 1694 den Lehnseid leistete. Er verkaufte das Gut nach nur wenigen Jahren an Abraham Gottlob von Kracht, der von 1712 an als Besitzer von Sagritz erscheint. Kracht hatte 1712 Ärger mit seinem Nachbarn Peter von Haberkorn auf Falkenhain wegen eines von Falkenhain nach Sagritz führenden Fußsteigs über die Dahme. Auch Abraham Gottlob von Kracht behielt Sagritz nicht lange, sondern veräußerte es wohl 1714 an den Hauptmann Joachim Detloff von Schütz, der Sagritz am 18. Juni 1721 für 12.000 Taler an Seyfried Wilhelm von Stutterheim auf Waldow verkaufte.
Seyfried Wilhelm von Stutterheim auf Waldow war von 1732 bis 1736 Landesdeputierter des Luckauischen Kreises und später Obersteuereinnehmer der Niederlausitz. Aus der Ehe mit Christina Elisabeth von Schlieben gingen vier Söhne und vier Töchter hervor. 1745 ist Seyfried Wilhelm gestorben. In der Erbteilung erhielt Sohn Heinrich Seyfried/Siegfried das Gut Sagritz für 10.000 Taler. Er schied aus dem sächsischen Militärdienst aus und leistete am 21. Januar 1751 den Lehnseid. Allerdings kam er in finanzielle Nöte und musste am 17. März 1763 Sagritz für 15.200 Taler an Carl Friedrich Stuerlin/Steyerlin/Steierlin/Steuerlein verkaufen, der am 27. Juni 1764 den Lehnseid leistete. 1765/68 war Steierlin in Streitigkeiten mit Eva Leonara Luise von Kleist auf Zützen wegen des Beitrags zu den Kirchen-, Pfarr- und Schulgebäuden in Zützen verwickelt. Nach dem Tod des Carl Friedrich Stuerlin/Steyerlin/Steierlin legte zunächst am 17. Februar 1777 sein Mitbelehnter Georg Mathias Voß den Lehnseid ab. Noch im selben Jahr verkaufte er Sagritz jedoch an Christoph Friedrich Sydow, der die Tochter des Steuerlin, Katharina Dorothea Friederike geheiratet hatte. Christoph Friedrich Sydow war der Sohn des königlich-preußischen Oberamtmanns in Trebatsch Johann Christoph Sydow. 1802 prozessierte die Gemeinde Sagritz bereits gegen ihre Herrschaft Katharina Sydow wegen Verrichtung der Bierfuhren; vermutlich war sie (Mit-)Besitzerin von Sagritz. Christoph Friedrich Sydow ist um/vor 1811 gestorben, denn 1811 gehörte das Rittergut in Sagritz bereits seiner Frau bzw. Witwe Katharina Dorothea Friederike Sydow geb. Steuerlein allein.
1836 kaufte der preußische Major Eduard von Kleist (1795–1852) das Rittergut Sagritz von den Erben der Dorothea Friederike Sydow zu seinem Majorat Zützen, (Wendisch) Gersdorf und Schenkendorf hinzu. Von nun an war das Rittergut Sagritz mit dem Majorat Zützen verbunden. Eduard von Kleist wurde am 20. Oktober 1840 in den Grafenstand erhoben. Die von Kleist wohnten im Schloss Kleistensitz in Zützen. Nach der Topographisch-statistische(n) Uebersicht des Regierungs-Bezirks Frankfurt a. d. O. von 1844 (Stand 1840) gehörten zum Gutsanteil 18 Wohnhäuser mit 138 Einwohnern sowie eine Windmühle. Nach Berghaus hatte das Rittergut Sagritz 1850 eine Gesamtgröße von 1047 Morgen 3 Quadratruten, davon waren 638 Morgen 2 Quadratruten Acker, 92 Morgen 49 Quadratruten Wiese, 147 Morgen 113 Quadratruten Forst. Das Gut hatte 1100 Taler Schatzung. Eduard Graf von Kleist war mit Luise Gräfin von Hochberg und Freiin zu Fürstenstein (1804–1851) verheiratet.
Nach seinem Tod 1852 wurde der Sohn Heinrich Leopold Graf von Kleist (* 21. November 1830, † 17. März 1902) nächster Majoratsherr auf Zützen. Er war Ehrenritter des Johanniterordens und brachte es in der preußischen Armee bis zum Rittmeister beim Eliteregiment der Gardes du Corps. 1871 sollen im Gutsanteil 12 Häuser mit 68 Einwohnern gestanden. Der Stadtanteil ist nun aber mit 15 Häusern und 82 Einwohnern angegeben. Sehr wahrscheinlich sind aber hier die Zahlen vertauscht worden. 1874 ließ Heinrich Leopold Graf von Kleist seine Güter vom Wirtschaftsinspektor Ernst Adolf Wolf auf Zützen administrieren. Er wurde in diesem Jahr zum stellvertretenden Amtsvorsteher des neu gebildeten Amtsbezirks Zützen bestimmt. Nach dem 1879 veröffentlichten Generaladressbuch der Ritterguts- und Gutsbesitzer im Deutschen Reiche (Provinz Brandenburg) hatte das Gut Sagritz eine Größe von 293,45 ha, davon waren 125,45 ha Acker, 41 ha Wiesen, 38 ha Weiden, 82 ha Wald und 7 ha Wasser. Der Grundsteuerreinertrag war auf 2088,42 Mark angesetzt.
Die Zahlen im Handbuch des Grundbesitzes im Deutschen Reiche (Provinz Brandenburg) von 1885 differieren leicht. Die Gesamtgröße ist hier mit 289 ha angegeben, davon waren 121 ha Acker, 41 ha Wiesen, 38 ha Weiden, 82 ha Wald und 7 ha Wasser. Der Grundsteuerreinertrag ist ebenfalls mit 2088 Mark angesetzt. Als Besitzer ist Heinrich Leopold Graf von Kleist aufgeführt. Die Güter Zützen und Sagritz wurden von Julius Richter administriert. 1885 gehörten zum Gutsbezirk sieben Wohngebäude mit 39 Einwohnern. Im Gemeindelexikon wird die Größe des Gutsbezirks stark abweichend vom Handbuch mit nur 268 ha angegeben. 1895 bestand der Gutsbezirk aus sechs Häusern, in denen 28 Personen lebten. Sie Fläche ist wiederum mit 268 ha angegeben.
1903 wurden die Rittergüter Zützen und Sagritz dann von Andreas Schmidt administriert. 1902 ist Heinrich Leopold Graf von Kleist gestorben. Da er ohne Nachfahren blieb, erbte sein Neffe Hauptmann Ewald Graf Kleist-Zützen (* 11. Januar 1861, † 18. Oktober 1924 in Zützen), Sohn seines Bruders Oscar (* 16. April 1832 in Zützen, † 21. April 1889) das Majorat Zützen. Zusammen mit dem Majorat erbte er auch den Grafentitel, denn dieser war an das Majorat Zützen gebunden.
1907 war das Rittergut Sagritz parzellenweise verpachtet. Die Größe ist nun mit 264 ha angegeben, davon waren 120 ha Acker, 41 ha Wiesen, 38 ha Weiden, 56 ha Wald, 1 ha Hofgelände und 8 ha Wasser. Tiere standen nicht mehr auf dem Hof. 1910 war das Rittergut Sagritz nun wieder insgesamt an einen A. Krüger verpachtet. Er hatte wieder einen Tierbestand von 2 Pferden, 12 Stück Rindvieh, davon 5 Kühe, und 10 Schweinen aufgebaut. Besitzer war nun Ewald Graf von Kleist. 1924 ist Ewald Graf von Kleist gestorben. Nachfolger war sein Neffe Hans-Joachim Graf von Kleist (* 1913), der 1929 als Besitzer in Niekammer's Güter-Adreßbuch für die Provinz Brandenburg eingetragen ist. Verwalter war damals ein G. Petschik.
Hans-Joachim Graf von Kleist wurde 1945 enteignet. Sagritz wurde Teil des Volkseigenen Gutes Sellendorf, von dem es bis 1990 genutzt wurde. In Sagritz waren unter anderem Hühner und Schafe des Gutes untergebracht.

### Kommunale Geschichte
1708 gehörten 8 Kossäten und ein Büdner zum Gut, und 7 Bauern zum Stadtanteil. Bei der Angabe des Gutsanteils fehlen die Bauern. 1718 gehörten zum Gutsanteil sieben Hufenbauern, die je eine Hufe bewirtschafteten, acht Kossäten oder Gärtner und ein Häusler. Insgesamt hatte das Dorf eine Schatzung von 1800 Talern. 1723 lebten in Sagritz insgesamt 19 Untertanen, von denen sieben Bauern zum Hospital in Luckau zinsten. 1755 hatte der Ort 114 Konsumenten, 55 männliche Personen und 59 weibliche Personen. 1755 betrug die durchschnittliche Ernte in Dresdner Scheffeln gerechnet: 248 Scheffel Korn, 9 Scheffel Weizen, 126 Scheffel Gerste, 87 Scheffel Hafer, 7½ Scheffel Erbsen, 7 ¾ Scheffel Heidekorn (Buchweizen) und 5 Scheffel Lein. 1777 gab es im Gutsanteil 9 Hausstellen. 1794 hatte Sagritz insgesamt 15 sogenannte Feuerstellen. 1810 gehörten zum Gutsanteil 7 Ganzbauern (Vollbauern), 9 Ganzkossäten und 8 Häusler. 1820 hatte der Ort 151 Einwohner, die in 24 Wohnhäusern lebten. Angeblich unbewohnt waren die beiden Sagritzer Mühlen, eine Wasser- und eine Windmühle, was sicher für die Wassermühle unzutreffend ist. 1840 gehörten zum 1. Anteil (Stadtanteil) 9 Häuser mit 59 Einwohnern sowie die Wassermühle, die Wuschackmühle mit einem Wohnhaus und sieben Bewohnern, zum 2. Anteil (Gutsanteil) 18 Häuser mit 138 Einwohnern. Zu letzterem Anteil gehörte auch eine unbewohnte Windmühle.
1861 hatte der Ort insgesamt 27 Häuser mit 192 Einwohnern. 1864 hatte der Gutsanteil insgesamt 18 Häuser mit 123 Einwohnern, die Zahlen des Stadtanteils sind ausgelassen. 1871 standen im Gutsanteil 12 Wohnhäuser mit 68 Einwohnern, im Stadtanteil 15 Wohnhäuser mit 82 Einwohnern, hinzu kam noch der Gutsbezirk mit 6 Wohnhäusern und 57 Einwohnern. Der Ort hatte 1871 also insgesamt 33 Wohnhäuser mit 207 Einwohnern.
Erst 1879 wurden Stadtanteil und Gutsanteil zum Gemeindebezirk Sagritz vereinigt. Der Gemeindebezirk hatte 1885 eine Größe von 270 ha, der Gutsbezirk hatte 268 ha. Im Gemeindebezirk wohnten 175 Personen in 26 Wohnhäusern. Hinzu kam noch die Wuschackmühle mit einem Wohnhaus und 10 Bewohnern. 1895 wurden 148 Personen und 24 Wohnhäuser im Gemeindebezirk gezählt. Hinzu kam noch die Kano-Mühle (= Wuschackmühle) mit einem Wohnhaus und 12 Einwohnern.

### Die Sagritzer Mühlen
Zu Sagritz gehörten eine Wasser- und eine Windmühle. Die Wassermühle gehörte zum Luckauer Stadtanteil von Sagritz (siehe Artikel Kanow-Mühle).
Die Geschichte der Windmühle ist leider nur sehr schlecht bekannt. Sie stand lt. Urmesstischblatt 4047 Golßen von 1847 auf dem Sagritzer Berg am Weg von Sagritz nach Zützen und gehörte zum Gutsanteil von Sagritz. Sie ist bereits in der Topographisch-militärischen Karte von Sachsen, 7: Karte von Treuenbrietzen bis Luckau in Brandenburg, 1812 verzeichnet. Auch die Topographisch-statistische Uebersicht des Regierungsbezirks Frankfurth a. d. O. von 1820 nennt bereits eine Windmühle. 1844 ist sie unter dem Gutsanteil aufgeführt. Im Topographisch-statistischen Handbuch des Regierungs-Bezirks Frankfurt a. O. von 1867 wird sie dagegen nicht erwähnt. Im Messtischblatt Golßen von 1942 ist sie nicht mehr eingezeichnet.

### Kirchliche Geschichte
Sagritz war kirchlich in das benachbarte Zützen eingepfarrt. Heute gehört Sagritz zur Kirchengemeinde Zützen im Pfarrsprengel Dahme-Berste-Land und ist Teil des Kirchenkreises Niederlausitz in der Evangelischen Kirche.

## Kommunale Zugehörigkeit
Die kommunale Geschichte ist verglichen mit anderen Gemeinden recht eigenartig. Mit der Ausbildung von Gemeinde- und Gutsbezirk im Laufe des 19. Jahrhunderts bestand der Gemeindebezirk aus dem Luckauer Stadtanteil und dem von Kleistschen Gutsanteil. Gleichzeitig hatten die von Kleist aber noch einen Gutsbezirk in Sagritz, so dass gleichzeitig drei rechtlich etwas unterschiedliche Bezirke in Sagritz existierten. Erst 1874 wurden beide Gemeindebezirke vereinigt, die Vereinigung des Gutsbezirks mit der Gemeinde erfolgte sogar erst 1928.
Bei der Bildung der Amtsbezirke 1874 wurde immer noch zwischen Stadt- und Gutsanteil unterschieden. Sagritz wurde dem Amtsbezirk Nr. 4 Zützen des Kreises Luckau zugeordnet. Amtsvorsteher wurde Graf von Kleist auf Zützen, sein Stellvertreter war sein Wirtschaftsinspektor Ernst Adolf Wolf auf Zützen. 1928 wurden Gemeinde- und Gutsbezirk vereinigt, die rechtliche Sonderrolle des Gutsherrn war nun endgültig aufgehoben worden. Zum 1. Juli 1950 wurde der Ort nach Zützen eingemeindet. Sagritz war nun ein Ortsteil von Zützen. Die Gemarkung wurde aufgelöst und mit der Gemarkung Zützen vereinigt. Am 30. August 1992 wurden Zützen mit seinem Ortsteil Sagritz dem Amt Golßener Land angeschlossen. Mit der Eingemeindung Zützens zum 31. Dezember 2002 nach Golßen wurde Zützen ein Ortsteil der Stadt Golßen, Sagritz wurde zu einem Gemeindeteil von Zützen herabgestuft. Das Amt Golßener Land fusionierte zum 1. Januar 2013 mit dem Amt Unterspreewald. Infolgedessen wurde das Amt Golßener Land aufgelöst, und die Dörfer wurden in das neu gebildete Amt Unterspreewald umgegliedert.
Sagritz gehörte im ausgehenden Mittelalter und der Frühen Neuzeit zum Luckauischen Kreis der böhmisch-, später sächsischen Niederlausitz. Nach den Vereinbarungen des Wiener Kongresses kam die Niederlausitz an das Königreich Preußen, wo die Gemeinde Sagritz zum Landkreis Luckau im Regierungsbezirk Frankfurt gehörte. Am 25. Juli 1952 wurde Sagritz dem neu gebildeten Kreis Luckau im Bezirk Cottbus der DDR zugeordnet. Nach der Wende lag der Ortsteil im Landkreis Luckau in Brandenburg. Nach der Kreisreform in Brandenburg am 6. Dezember 1993 wurde Golßen mit seinem Gemeindeteil Sagritz dem neu gebildeten Landkreis Dahme-Spreewald zugeordnet.

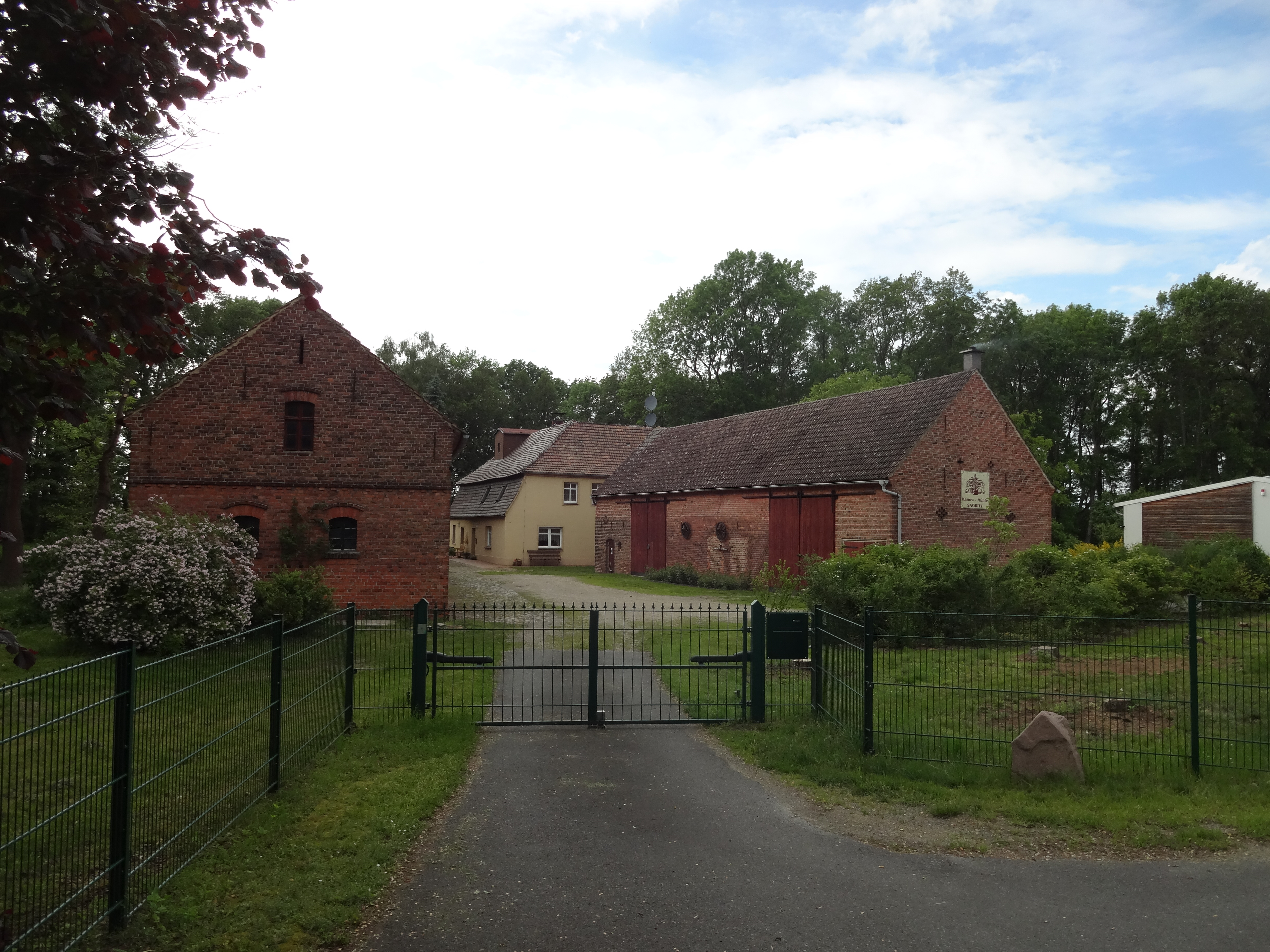
Mühlengehöft Kanow-Mühle
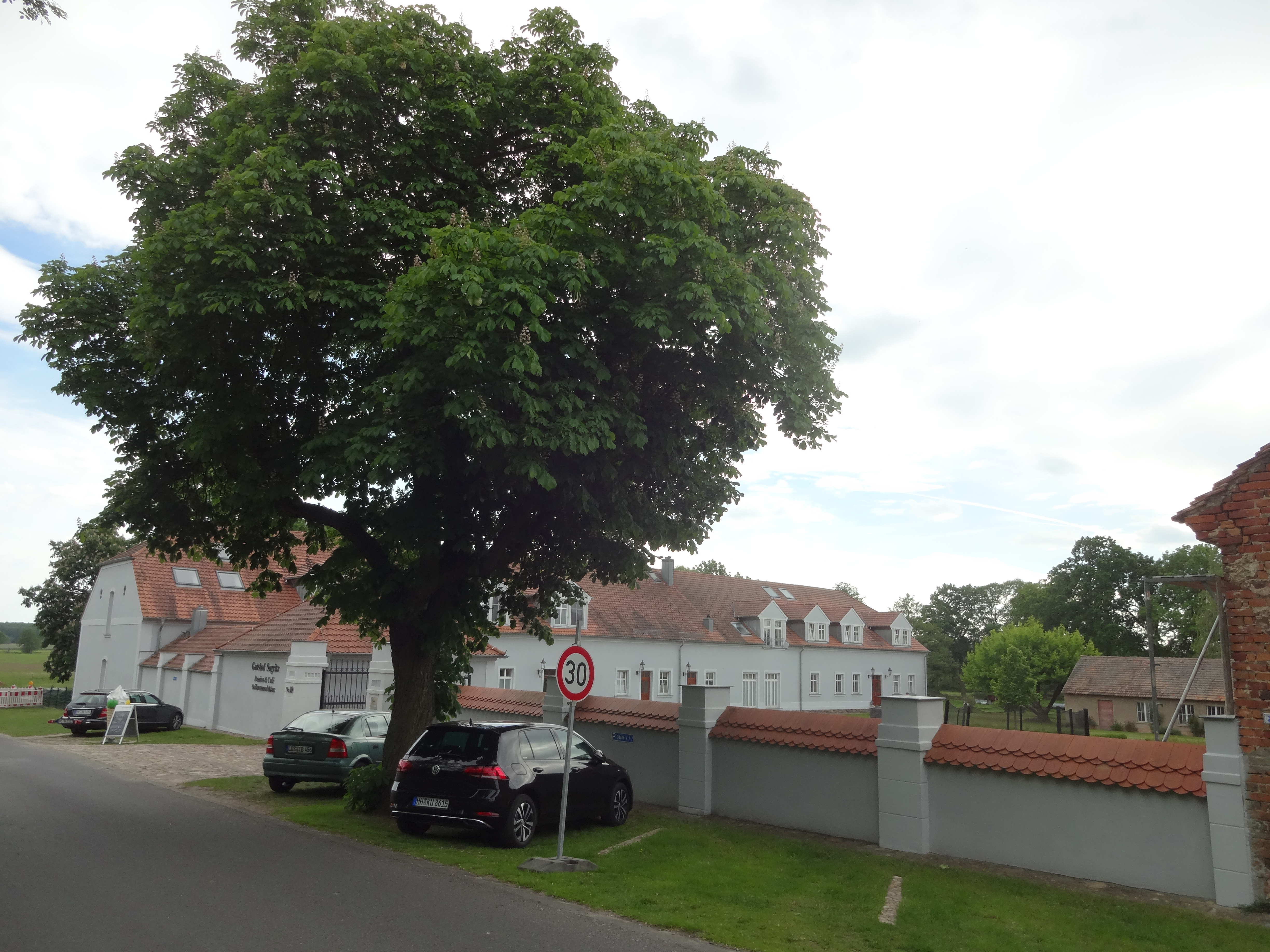
Gutshof Sagritz

| Jahr      | 1755 | 1818 | 1840 | 1861 | 1871 | 1885 | 1895 | 1910 | 1925 | 1939 | 1946 |
| Einwohner | 114  | 151  | 197  | 192  | 207  | 214  | 176  | 143  | 151  | 125  | 164  |

## Baudenkmale
Im Ort gibt es zwei Baudenkmale:
- Nr.09140666 Sagritz: Am Fließ 10 Scheune mit Stallteil
- Nr.09140514 Sagritz: Kanow-Mühle 1, Mühlengehöft „Kanow-Mühle“ mit Wassermühle einschließlich Turbinenhaus mit angebautem Müllerwohnhaus, Scheune, Stallgebäude, Kunstteich mit Stauanlage und Erdkeller mit portalartigem Eingang

## Persönlichkeiten
- Gottlob Friedrich Leberecht von Stutterheim (1757–1798), Landsyndikus der Niederlausitz und kursächsischer Geheimer Finanzrat